# Jewgienija Sidorowa
Jewgienija Nikołajewna Kabina z d. Sidorowa (ros. Евгения Николаевна Кабина z d. Сидорова, ur. 13 grudnia 1930 w Moskwie, zm. 29 stycznia 2003 tamże) – rosyjska narciarka alpejska reprezentująca ZSRR, brązowa medalistka igrzysk olimpijskich i mistrzostw świata.

## Kariera
Największy sukces w karierze Jewgienija Sidorowa osiągnęła w 1956 roku, kiedy podczas igrzysk olimpijskich w Cortinie d’Ampezzo wywalczyła brązowy medal w slalomie. Już po pierwszym przejeździe Sidorowa znajdowała się na trzeciej pozycji, ze stratą 1,3 sekundy do Renée Colliard ze Szwajcarii. W drugim przejeździe uzyskała dziesiąty czas, co jednak wystarczyło do zachowania trzeciej pozycji i zdobycia brązowego medalu, o 4,4 sekundy za Colliard i o 1,3 sekundy za Austriaczką Reginą Schöpf. Był to pierwszy i jedyny medal dla Związku Radzieckiego w narciarstwie alpejskiej. Na tych samych igrzyskach była również czterdziesta w gigancie, a bieg zjazdowy ukończyła na 37. pozycji. Na rozgrywanych cztery lata później igrzyskach olimpijskich w Squaw Valley jej najlepszym wynikiem było osiemnaste miejsce w slalomie. W międzyczasie wystartowała na mistrzostwach świata w Badgastein, zajmując między innymi dwunaste miejsce w slalomie i kombinacji. Brała również udział w igrzyskach w Innsbrucku wystartowała we wszystkich trzech konkurencjach, jednak zajmowała miejsca w trzeciej i czwartej dziesiątce. W latach 1948–1966 zdobyła 24 tytuły mistrzyni ZSRR. W 1966 roku zakończyła karierę. Po zakończeniu kariery była członkinią Radzieckiej, a następnie Rosyjskiej Federacji Narciarskiej.

## Osiągnięcia

### Igrzyska olimpijskie
| Miejsce | Dzień       | Rok  | Miejscowość       | Konkurencja | Czas biegu  | Strata   | Zwyciężczyni        |
| ------- | ----------- | ---- | ----------------- | ----------- | ----------- | -------- | ------------------- |
| 40.     | 27 stycznia | 1956 | Cortina d’Ampezzo | Gigant      | 1:56,5 min  | +34,8 s  | Rosa Reichert       |
| 3.      | 30 stycznia | 1956 | Cortina d’Ampezzo | Slalom      | 1:52,3 min  | +4,4 s   | Renée Colliard      |
| 37.     | 1 lutego    | 1956 | Cortina d’Ampezzo | Zjazd       | 1:40,7 min  | +19,1 s  | Madeleine Berthod   |
| 20.     | 20 lutego   | 1960 | Squaw Valley      | Zjazd       | 1:37,6 min  | +9,1 s   | Heidi Biebl         |
| 31.     | 23 lutego   | 1960 | Squaw Valley      | Gigant      | 1:39,9 min  | +10,1 s  | Yvonne Rüegg        |
| 18.     | 26 lutego   | 1960 | Squaw Valley      | Slalom      | 1:49,6 min  | +14,7 s  | Anne Heggtveit      |
| 27.     | 1 lutego    | 1964 | Innsbruck         | Slalom      | 1:29,86 min | +29,62 s | Christine Goitschel |
| 38.     | 3 lutego    | 1964 | Innsbruck         | Gigant      | 1:52,24 min | +18,82 s | Marielle Goitschel  |
| 37.     | 6 lutego    | 1964 | Innsbruck         | Zjazd       | 1:55,39 min | +9,80 s  | Christl Haas        |

### Mistrzostwa świata
| Miejsce | Dzień       | Rok  | Miejscowość       | Konkurencja | Czas biegu  | Strata   | Zwyciężczyni        |
| ------- | ----------- | ---- | ----------------- | ----------- | ----------- | -------- | ------------------- |
| 40.     | 27 stycznia | 1956 | Cortina d’Ampezzo | Gigant      | 1:56,5 min  | +34,8 s  | Rosa Reichert       |
| 3.      | 30 stycznia | 1956 | Cortina d’Ampezzo | Slalom      | 1:52,3 min  | +4,4 s   | Renée Colliard      |
| 37.     | 1 lutego    | 1956 | Cortina d’Ampezzo | Zjazd       | 1:40,7 min  | +19,1 s  | Madeleine Berthod   |
| 12.     | 3 lutego    | 1958 | Badgastein        | Slalom      | 1:45,6 min  | ?        | Inger Bjørnbakken   |
| 31.     | 6 lutego    | 1958 | Badgastein        | Zjazd       | 2:12,1 min  | ?        | Lucile Wheeler      |
| 27.     | 8 lutego    | 1958 | Badgastein        | Gigant      | 1:54,6 min  | ?        | Lucile Wheeler      |
| 12.     | 8 lutego    | 1958 | Badgastein        | Kombinacja  | 3,80 pkt    | ?        | Madeleine Berthod   |
| 20.     | 20 lutego   | 1960 | Squaw Valley      | Zjazd       | 1:37,6 min  | +9,1 s   | Heidi Biebl         |
| 31.     | 23 lutego   | 1960 | Squaw Valley      | Gigant      | 1:39,9 min  | +10,1 s  | Yvonne Rüegg        |
| 18.     | 26 lutego   | 1960 | Squaw Valley      | Slalom      | 1:49,6 min  | +14,7 s  | Anne Heggtveit      |
| 27.     | 1 lutego    | 1964 | Innsbruck         | Slalom      | 1:29,86 min | +29,62 s | Christine Goitschel |
| 38.     | 3 lutego    | 1964 | Innsbruck         | Gigant      | 1:52,24 min | +18,82 s | Marielle Goitschel  |
| 37.     | 6 lutego    | 1964 | Innsbruck         | Zjazd       | 1:55,39 min | +9,80 s  | Christl Haas        |